# Coração de Jesus (Lissabon)
Coração de Jesus (dt. Herz Jesu) ist eine Gemeinde (Freguesia) im portugiesischen Kreis Lissabon.

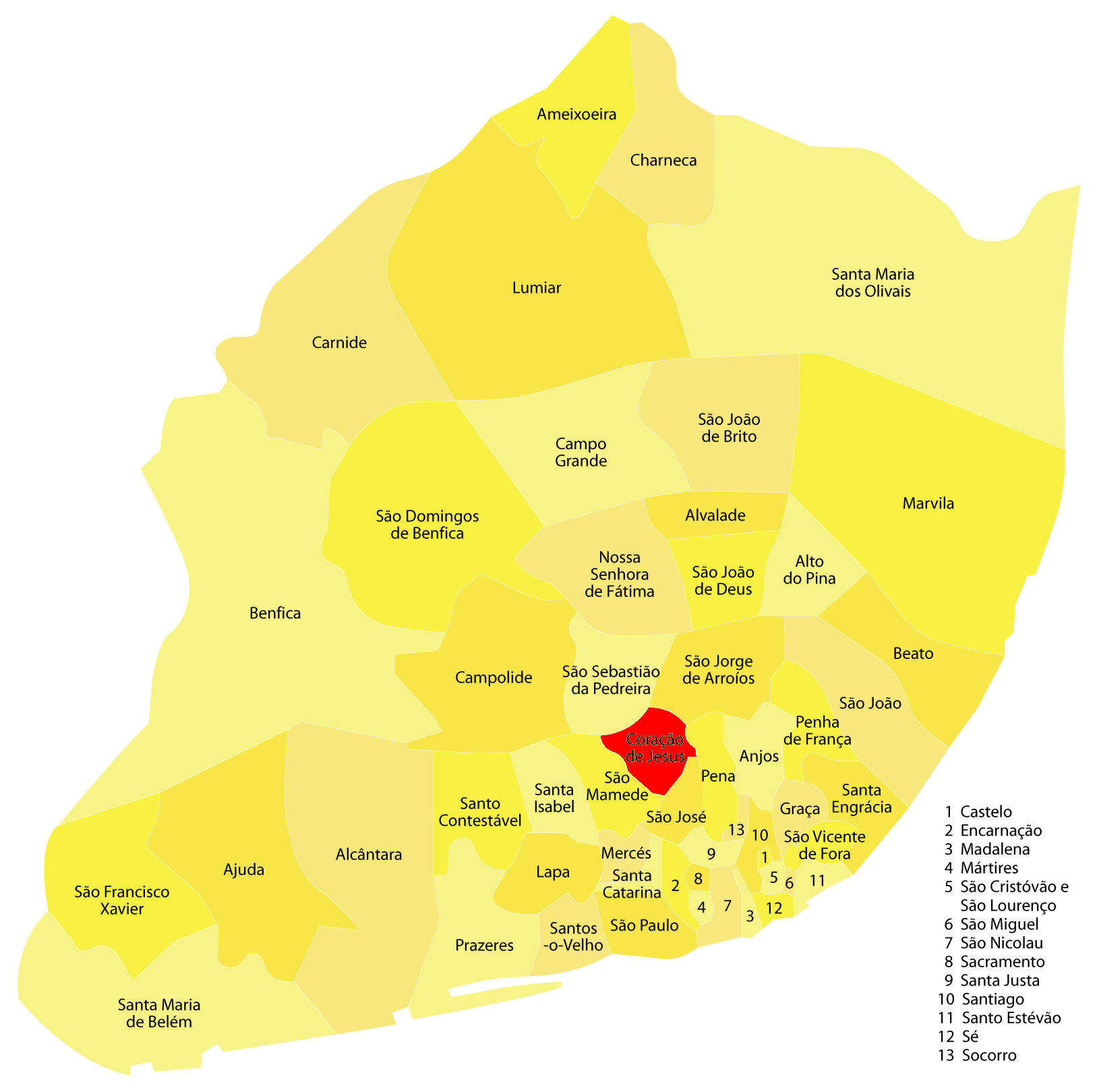
Lage der Gemeinde im Kreis

 In ihr leben 3695 Einwohner (Stand 30. Juni 2011).